# دوغ كليمنت
دوغ كليمنت هو طبيب ومدرب رياضي كندي، ولد في 15 يوليو 1933 في مونتريال في كندا.

## وصلات خارجية
- دوغ كليمنت على موقع أوليمبيديا (الإنجليزية)
- دوغ كليمنت على موقع اللجنة الأولمبية الكندية (الإنجليزية)
- دوغ كليمنت على موقع اتحاد ألعاب الكومنولث (مؤرشف) (الإنجليزية)
- دوغ كليمنت على موقع قاعة كولومبيا البريطانية للمشاهير الرياضية (الإنجليزية)